# Der Bastard (1925)
Der Bastard ist ein deutsches Stummfilmmelodram aus dem Jahre 1925 von Gennaro Righelli mit Maria Jacobini, Erich Kaiser-Titz und Mary Kid in den Hauptrollen. Die Geschichte basiert auf dem Roman „Transatlantic“.

## Handlung
Maria, die Tochter der Gräfin Fleury, gibt sich dem gewissenlosen Abenteurer und professionellen Herzensbrecher Sergio Chebrun hin und wird von ihm schwanger. Als das Kind, der titelgebende Bastard, unehelich zur Welt kommt, verstößt die Mutter ihre Tochter. Lediglich Marias alter Großvater, der sie verhätschelt, hat Erbarmen mit ihr. In einem Landhaus findet die uneheliche Mutter mit ihrem Würmchen Unterschlupf und wartet dort verzweifelt auf die Rückkehr ihres Liebhabers und Vater des Kindes. Doch Sergio denkt gar nicht daran Maria mitsamt Anhang zu sich nach Paris zu holen.
Als ihr Jugendfreund George Darbly, der stets Interesse an Maria gezeigt hatte, nach langer Abwesenheit auf der Bildfläche erscheint, entschließt sich Maria dazu, auf eigene Faust nach Paris zu fahren, um Sergio aufzusuchen. Dem passt Marias Ankunft überhaupt nicht ins Konzept, bewegt er sich, immer auf der Suche nach neuen, zu betörenden Damenherzen, in recht mondänen Upperclass-Kreisen. Gernegroß Sergio steht in Wahrheit vor dem Ruin und versucht mit einem waghalsigen Geschäftsunternehmen schlagartig alle finanziellen Sorgen loszuwerden. Als Finanzier bietet sich ausgerechnet George an: Doch nur unter der Bedingung, dass der haltlose Sergio seiner Verpflichtung als Vater des unehelichen Sohnes nachkommt und Maria, die rasch den wahren Charakter Sergios erkennt, endlich heiratet.
Als Ehepaar schiffen sich Maria und Sergio mitsamt Kind nach Argentinien ein, wo die geschäftliche Unternehmung stattfinden soll. Bereits auf dem Schiff, dass das Ehepaar über den Atlantik führen soll, bandelt Sergio erneut mit einer alten Bekannten an, die er von früher kennt und die er an Bord wiedergefunden hat. Als es zu einer Schiffskatastrophe kommt, zeigt Sergio einen letzten Rest an Anstand und sorgt dafür, dass Maria und beider Sohn einen Platz im Rettungsboot erhalten, er selbst und seine Geliebte gehen in den Fluten unter. Bei dem ganzen Trubel geht der Filius jedoch verloren und wird einige Zeit später von einer chinesischen Artistentruppe aufgenommen. Auf der Suche nach dem verschollenen Zögling findet Maria in dem treuen George eine hilfreiche Hand. Nachdem das Kind gefunden und wieder zu sich geholt werden kann, ist Maria nunmehr bereit, ihren treuen und liebenden Jugendfreund zu heiraten.

## Produktionsnotizen
Der Bastard entstand Mitte 1925 in Deutschland, passierte die Filmzensur am 26. November desselben Jahres und wurde kurz darauf uraufgeführt. Der mit Jugendverbot belegte Achtakter besaß eine Länge von 2621 Meter. In Österreich lief der Streifen ab 1926 auch unter dem Titel „Der Untergang der Transatlantic“.
Die Filmbauten gestaltete Jacques Rotmil, Gustav A. Knauer entwarf den Schiffsbau.

## Kritiken
Paimann’s Filmlisten resümierte: „Der Film wird nach einer etwas ausgebreiteten Exposition in den, übrigens in jeder Hinsicht ausgezeichnet gelungenen und ungeheuer realistischen, Schiffsbruchszenen sehr spannend und hält bis zum Ende durch. Die Darstellung ist in allen Rollen sehr gut, Norman Rolla [sic!] ein neuer Mann, der zu Hoffnung berechtigt, Jacobini darstellerisch weitaus wertvoller als bisher. Aufmachung und Photos sind sauber .“
Das Kino-Journal befand knapp: “Der Film ist ein Hohelied der Mütterlichkeit und der Mutterliebe.”
Die Villacher Zeitung ging vor allem auf die packenden Szenen der Schiffskatastrophe ein. Hier heißt es: „Die Panik der Passagiere ist virtuos wiedergegeben. Es sind quälende, aufpeitschende Szenen, durch die wir gerissen werden. In der höchsten Lebensgefahr zeigt der Mensch sein wahres ethisches Gesicht. (…) Maria Jacobini, eine edle, ausdrucksvolle Künstlerin mit wundervoll intensiven, sehnsüchtigen Auge. Erich Kaiser-Titz, ein breitmauliger, knochiger Lebemann. Der Film weicht von der üblichen Schablone angenehm ab.“